# Psilachnum tami
Psilachnum tami är en svampart som först beskrevs av Lamy, och fick sitt nu gällande namn av Dennis 1963. Psilachnum tami ingår i släktet Psilachnum och familjen Hyaloscyphaceae.   Inga underarter finns listade i Catalogue of Life.